# السلطة المختفية وراء العرش

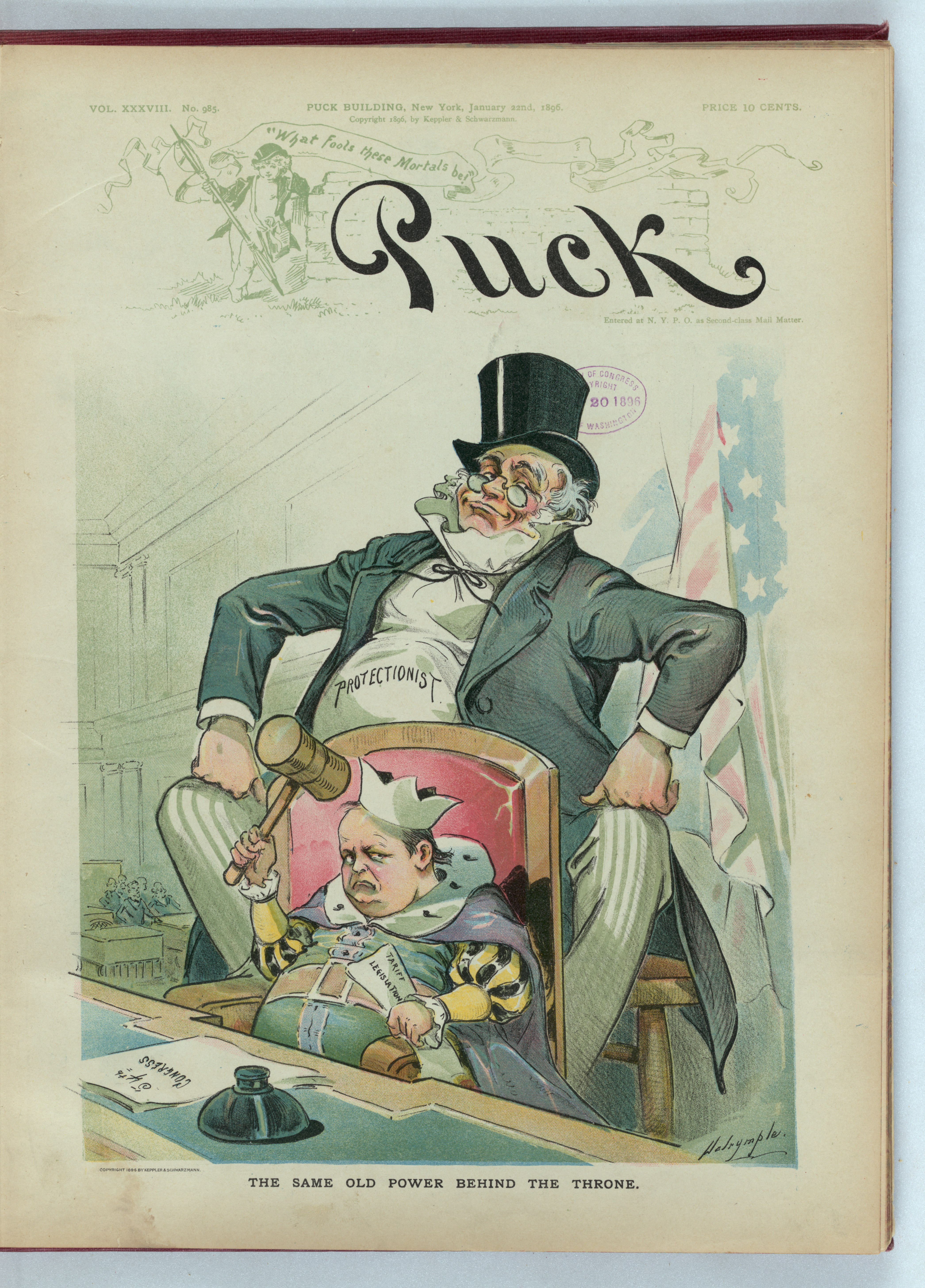

تشير عبارة السلطة المختفية وراء العرش إلى شخص أو مجموعة تمارس بشكل غير رسمي السلطة الحقيقية للمنصب. غالبًا ما تُطلق هذه العبارة سياسيًا على أحد الزوجين أو مساعد أو مستشار قائد سياسي (غالبًا ما يطلق عليه «شخصية صورية») والذي يكون بحكم الواقع هو القائد الذي يضع السياسات من خلال التأثير عليه أو التلاعب به.
كانت الفكرة الأصلية للسلطة المختفية وراء العرش ترجع لرمز الحديث في العصور الوسطى التي تشير إلى حقيقة أن سياسات الملك يضعها مستشاره الذي لا يجلس على العرش وإنما خلفه - وربما نراه يهمس في أذن الملك - في مشهد مألوف. ومن بين الأمثلة الأولى لهؤلاء المستشارين الذين يملكون السلطة حاشية القصر تحت حكم أسرة ملوك ميروفنجي.

## في التاريخ
من الأمثلة التاريخية على «السلطة المختفية وراء العرش» دييغو بورتاليس من شيلي ومارتين بورمان من ألمانيا النازية والجنرال هيديكي توجو من اليابان الذي كان له نفوذ في العمليات العسكرية التي أدت لوقوع الحرب العالمية الثانية وأصبح فيما بعد رئيس وزراء اليابان في عام 1941. وخدم الإمبراطور هيروهيتو، الذي حكم كإمبراطور صوري مؤله. مثال آخر هو الحاكم بول بوت في كمبوديا في الفترة 1975-78، والذي قاد الخمير الحمر للنصر بعد حرب أهلية مدمرة. حيث عاد الملك نورودوم سيهانوك لحكم كمبوديا لكن لم يكن بيده أي سلطة تنفيذية. وفي الولايات المتحدة، إديث ويلسون - تولت الزوجة الثانية للرئيس وودرو ويلسون - الكثير من المهام الروتينية وتفاصيل الحكومة بعد أن أصبح زوجها عاجزًا لإصابته بسكته.
وهناك نموذج آخر حديث وهو دنغ شياو بينغ في الصين، الذي اشتهر كزعيم للصين لكن دون منصب فعلي مثل الأمين العام أو الرئيس. وفي أمريكا اللاتينية هناك مثال جيد وهو جوزيف ماري كوردوبا مونتويا في أثناء فترة رئاسة كارلوس ساليناس دي غورتاري (1988&1994). كان مونتويا كوردوبا، وهو فرنسي حاصل على الجنسية المكسيكية، رئيس مكتب الرئاسة. وهناك مثال آخر في نفس المنطقة وهو الجنرال السابق مانويل نورييغا، الذي كان قائدًا حربيًا وفي الواقع رئيس دولة بنما في الفترة من 1983 إلى 1989.

## في الأدب
في رواية مطعم نهاية العالم "The Restaurant at the End of the Universe" الرواية الثانية في سلسلة دليل المجرة لهتشكوك "Hitchhiker's Guide to the Galaxy" حيث يتضح أن رئيس المجرة الذي من المفترض أن يكون القائد ليس سوى طُعمها يستخدم بهدف الإيهام بالديمقراطية بينما السلطة الحقيقية في يد رجل عجوز يعيش وحيدًا في كوكب مهجور ولا يؤمن بحقيقة وجود مخلوقات أخرى خارج خياله. ويُنظر إليه على أنه المرشح المناسب الوحيد لأنه الشخص الوحيد الذي ليس لديه أي اهتمام بتاتًا وصراحة بالحصول على السلطة. وتُنفذ إرادته عن طريق زائرون غامضون يطرحون عليه أسئلة حول الطريقة التي يجب أن تسير بها الأحداث ثم يعودون للتأكد من سريان الأمور وفق أوامر العجوز. ويمكن الافتراض بأنه حيث أن العجوز لا يؤمن بأي شيء (أو في الحقيقة أي شخص) فهو بحق لا يفكر في المسائل الماثلة أمامه لكنه يجيب بطريقة فلسفية بسيطة وبالتالي يستطيع أن يجيب عن سؤال لم الكون في هذه الحالة المروعة.

## مصطلحات ذات صلة
من المصطلحات ذات الصلة éminence grise (باللغة الفرنسية: «صاحب السمو الرمادي»)، وهو المستشار ذو النفوذ أو صانع القرار الذي يعمل في الخفاء أو بصورة غير رسمية. وتشير هذه العبارة في الأساس إلى كاردينال دي ريشيليو الرجل الذي يستخدم يده اليمنى فرانسوا دو لوكلير تريمبلي (ويعرف كذلك باسم الأب جوزيف)، وهو راهب كبوشي يرتدي جلبابًا رماديًا. لأن الكاردينال دي ريشيليو هو السلطة المختفية وراء عرش الملك لويس الثالث عشر ملك فرنسا، على أنه كاردينال كاثوليكي كارينال ونصب ابن سموه («سموه») وكان يطلق على الأب جوزيف الذي يتسم بالغرور والنرجسية بالفرنسية l'éminence grise (وهذا هو العنوان الإنجليزي كذلك لسيرته الذاتية ألدوس هكسلي). مارتين بورمان ويشار إليه باسم صاحب السمو براون وتشير كلمة براون للون البني لزيّ الحزب النازي.